# Communauté rurale de Touba Mosquée
La communauté rurale de Touba Mosquée est une communauté rurale du Sénégal située au centre-ouest du pays.

## Administration
Elle fait partie de l'arrondissement de Ndame, du département de Mbacké et de la région de Diourbel, le conseil municipal est composé de 100 conseillers.

## Villages
La communauté compte 78 villages dont 25 villages en zone urbaine (Touba Ville) et 63 villages en zone rurale : Affé, Bacoura, Baganthie 1, Baganthie 2, Modou, Bélèle Nayé, Bodé 1, Bodé 2, Boffel Touba Oil, Boulèle Mody, Dangaly, Darou Karim, Darou Miname 1, Darou Rahmane 1, Gouyé Nabé, Guélodé, Kanka, Kéléle Diop, Kéré Mbaye, Kéré Ndao, Keur Macoumbakébé, Keur Médoune, Loumbé, Madina Ndiaye, Maye Landang, Mbapp, Mbelka, Médina Diop, Mérilla, Naïdé, Ndiakhaye Peulh, Ndialakhar, Ndiliki, Ngassama, Ouro Dioffo 1, Ouro Dioffo 2, Pofdy, Solbock, Sourang, Tawfekh Bousso, Thiawène, Thiawène Dicko, Thieppe Mayel, Thiey Fally, Thillène, Thissé 1, Tindody, Touba Bagdad, Touba Bélèle, Touba Bogo, Touba Darou Bogo, Touba Darou Guèye, Touba Diaby Bogo, Yagne Kâ, Yawène, Touba Boborel, Touba Tawfekh, Touba Ndock (Carriere),Touba Bofel, Pofdy 1, Darou Salam 2, Nasrou Bogo.

## Population
La communauté rurale compte 753 313 habitants recensés en 2013.